# Кектеев, Эльдя Маштыкович
Эльдя́ Машты́кович Кекте́ев (1916 г., хотон Эрдниевский, Приволжский улус, Астраханская губерния, Российская империя (ныне Юстинский район, Калмыкия) — январь 1965 г., Элиста, Калмыцкая АССР, РСФСР) — советский калмыцкий поэт, участник Великой Отечественной войны. Написал первый в калмыцкой литературе роман в стихах.

## Биография
Эльдя Кектеев родился в 1916 году в Эрдниевском хотоне в многодетной крестьянской семье. В 1919 году его отец был убит бандитами и мать Эльди Кектеева отдала его в детский дом, где он получил начальное образование.
С 1932 по 1936 гг. обучался в Элисте в ветеринарном техникуме. Проработав некоторое время ветеринаром в Черноземельском районе Эльдя Тектеев в сентябре 1936 года поступил в педагогический институт в Астрахани на факультет русского языка и литературы, который закончил в 1938 году. До призыва в ряды Красной Армии осенью 1938 года работал литературным редактором Калмыцкого радио. С 1938 года работал редактором в Калмыцком радиокомитете. В декабре 1938 года был призван в ряды Красной Армии. Во время службы закончил офицерские курсы. В 1940 году вернулся из армии и до 1942 года был ответственным секретарём правления Союза писателей Калмыцкой АССР.
В январе 1942 года Эльдя Тектеев был призван в армию и назначен командиром отдельной роты связи на Южном фронте. В начале 1943 года роту ввели в состав войск Правительственной связи НКВД СССР и она стала обслуживать Главную Ставку. В 1944 году Эльди Кектееву было присвоено звание капитана. После Великой Отечественной войны с августа 1945 года по январь 1946 года был в спецкомандировке в Синьцзяне. После демобилизации Эльдя Кектеев жил в Киргизской ССР. В феврале 1957 году Эльдя Кектеев вернулся на Калмыкию и до 1965 года работал главным редактором в Калмыцком книжном издательстве.
Эльдя Кектеев скончался в январе 1965 года.

## Творчество
Первое стихотворение «Призыв ударника Ангана» Эльдя Кектеев опубликовал 7 ноября 1934 года в республиканской газете «Таңhчин зәңг». В 1940 году Эльдя Кектеев издал первый сборник стихотворений «Орлы нашего времени». В 1941 году написал первый в истории калмыцкой литературе роман в стихах «Ончхан Джиргал», который был опубликован в калмыцком журнале «Улан туг». Эльдя Кектеев собирал биографические материалы о калмыцком герое и поэте Ончхане Джиргале и его сочинениях. В 1957 году Эльдя Кектеев опубликовал книгу «Горькое время», в которой представил творчество Ончхана Джиргала.
Эльдя Кектеев публиковал свои многочисленные стихотворения в калмыцком литературном альманахе «Теегин герл», республиканских газетах.
Эльдя Кектеев перевёл на калмыцкий язык стихотворение В. В. Маяковского «Призыв».

## Сочинения

### На калмыцком языке
- Орлы нашего времени, стихи, Элиста, 1940 г.;
- Любовь, стихи и поэмы, Элиста, 1958 г.;
- Драгоценный камень, сказки в стихах, Элиста, 1960 г.;
- Ончхан Джиргал, роман в стихах, Элиста, 1960 г.;
- Вместе с Россией, стихи, Элиста, 1962 г.;
- Человек, влюблённый в землю, стихи и поэмы, Элиста, 1963 г.

### На русском языке
- Истоки любви, стихи и поэмы, Элиста, 1959 г.

## Награды
- Медаль «За оборону Кавказа»;
- Медаль «За победу над Германией».